# João Dias Homem
João Dias Homem (1500 ou 1520, Ilha de São Jorge, Açores, Portugal -?) foi um dos primeiros povoadores da ilha de São Jorge, Açores.

## Biografia
Foi o primeiro provedor da Misericórdia das Velas, que ajudou a fundar em 15 de Abril de 1543. Tendo exercido o cargo de Provedor entre 1543 e 1547. Foi Ouvidor Geral da ilha de São Jorge em 1543 e Vereador da Câmara Municipal de Velas em 1571.

## Relações Familiares
Foi filho de Sebastião Dias e Salazar e Senhorinha Gonçalves, senhora nobre com origem no paço real.
Casou nas Velas com Susana Gonçalves Teixeira em 1540 casamento realizado na referida Vila das Velas, São Jorge.
Susana Gonçalves Teixeira,  nasceu em 1510 e terá falecido em 1550, nasceu na Ilha de São Jorge, Açores. Foi filha de André Gonçalves Teixeira e Isabel Pires de Sousa.
Filhos de João Dias Homem e Susana Gonçalves Teixeira:
1. Apolónia Dias Teixeira, nasceu em 1560 no Norte Grande, Ilha de São Jorge, Açores. Faleceu no Norte Grande, Ilha de São Jorge, Açores. Casou com Francisco Pires Machado.
2. Baltazar Dias Teixeira (Capitão) (casou 2 vezes: a 1ª com Francisca Gaspar Fagundes e a 2ª com Mécia Álvares, nasceu em 1545).
3. João Teixeira de Sousa, Casou com Maria Migães.
4. Ana Dias Teixeira